# Афганістан на літніх Олімпійських іграх 1968
Афганістан на літніх Олімпійських іграх 1968 року у Мехіко був представлений 5 спортсменами в одному виді спорту — боротьбі.  
Афганістан ушосте взяв участь в Олімпіаді. Афганські атлети не здобули жодної медалі.

## Боротьба
| Стиль           | Спортсмен              | Категорія | Раунд 1                             | Раунд 2                            | Раунд 3            | Раунд 4            | Раунд 5            | Фінал              | Фінал |
| Стиль           | Спортсмен              | Категорія | Суперник Результат                  | Суперник Результат                 | Суперник Результат | Суперник Результат | Суперник Результат | Суперник Результат | Місце |
| --------------- | ---------------------- | --------- | ----------------------------------- | ---------------------------------- | ------------------ | ------------------ | ------------------ | ------------------ | ----- |
| Вільна боротьба | Ахмад Джан             | −57 кг    | Базарин Сухбаатар (MGL) L 1-3       | Абуталеб Талебі (IRI) L 1-3        | не пройшов         | не пройшов         | не пройшов         | не пройшов         | 15    |
| Вільна боротьба | Мохаммад Ебрагім Хедрі | −63 кг    | Єлкан Тедєєв (URS) L 1-3            | Цедендамбин Нацагдорж (MGL) D Draw | не пройшов         | не пройшов         | не пройшов         | не пройшов         | 14    |
| Вільна боротьба | Ака-Джахан Дастагір    | −70 кг    | Януш Пайонк (POL) L Fall            | Каролі Бузаш (HUN) DQ              | не пройшов         | не пройшов         | не пройшов         | не пройшов         | 21    |
| Вільна боротьба | Каюм Аюб               | −78 кг    | Алі Мохаммад Момені (IRI) L 0.5-3.5 | Мартін Гайнце (GDR) L DQ           | не пройшов         | не пройшов         | не пройшов         | не пройшов         | 17    |
| Вільна боротьба | Гулам Дастагір         | −87 кг    | Хуліо Граффінья (ARG) L 1-3         | Продан Гарджев (BUL) L Fall        | не пройшов         | не пройшов         | не пройшов         | не пройшов         | 19    |